# Julia Wong Pei Xian
Julia Wong Pei Xian (* 12. September 1987 in Malakka) ist eine malaysische Badmintonspielerin.

## Karriere
Julia Wong Pei Xian gewann 2006, 2008 und 2009 den Titel im Dameneinzel in ihrer Heimat Malaysia. 2007 wurde sie dort Damendoppeltitelträgerin. Bei den Südostasienspielen 2007 belegte sie den dritten Platz im Einzel, bei den Macau Open 2008 den zweiten Platz.

## Sportliche Erfolge
| Saison    | Veranstaltung             | Disziplin   | Platz | Name                                 |
| --------- | ------------------------- | ----------- | ----- | ------------------------------------ |
| 2005/2006 | Malaysische Meisterschaft | Dameneinzel | 1     | Julia Wong Pei Xian                  |
| 2006      | Sri Lanka International   | Dameneinzel | 1     | Julia Wong Pei Xian                  |
| 2006      | Singapur International    | Dameneinzel | 2     | Julia Wong Pei Xian                  |
| 2006      | Surabaya International    | Dameneinzel | 2     | Julia Wong Pei Xian                  |
| 2006/2007 | Malaysische Meisterschaft | Damendoppel | 1     | Julia Wong Pei Xian / Haw Chiou Hwee |
| 2007      | Südostasienspiele         | Dameneinzel | 3     | Julia Wong Pei Xian                  |
| 2008      | Macau Open                | Dameneinzel | 2     | Julia Wong Pei Xian                  |
| 2007/2008 | Malaysische Meisterschaft | Dameneinzel | 1     | Julia Wong Pei Xian                  |
| 2008      | Penang Open               | Dameneinzel | 1     | Julia Wong Pei Xian                  |
| 2008/2009 | Malaysische Meisterschaft | Dameneinzel | 1     | Julia Wong Pei Xian                  |